# Stefan Wolpe

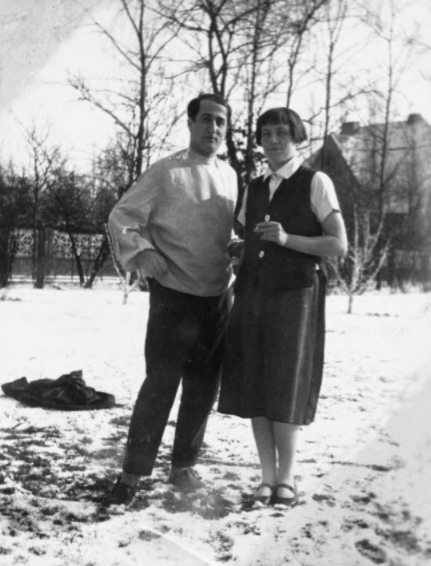
Stefan Wolpe i jego pierwsza żona Ola Okuniewska (1927)

Stefan Wolpe (ur. 25 sierpnia 1902 w Berlinie, zm. 4 kwietnia 1972 w Nowym Jorku) – amerykański kompozytor i pedagog pochodzenia niemieckiego.

## Życiorys
Jego matka pochodziła z Węgier, ojciec natomiast z Rosji. W latach 1919–1924 studiował w Hochschule für Musik w Berlinie u Paula Juona i Franza Schrekera. Zaangażowany w działalność artystyczną i społeczną, uczestniczył w kursach w Bauhausie, brał udział w berlińskiej wystawie dadaistów. Członek lewicowego stowarzyszenia artystycznego Novembergruppe, w latach 1931–1933 był dyrektorem teatru propagandowego Truppe. W 1933 roku w związku ze wzrostem nastrojów antysemickich w Niemczech wyjechał do Wiednia, gdzie studiował u Antona Weberna. W 1934 roku wyemigrował do Palestyny. Od 1935 do 1938 roku był wykładowcą konserwatorium w Jerozolimie. W 1938 roku osiadł w Stanach Zjednoczonych. Wykładał w Musical School of Philadelphia (1939–1942), Brooklyn Free Music Society (1945–1948), Philadelphia Academy of Music (1949–1954), Black Mountain College (1952–1956) i na Long Island University w Nowym Jorku (1957–1968). W latach 50. i 60. XX wieku był wykładowcą Międzynarodowych Letnich Kursów Nowej Muzyki w Darmstadcie. Ponadto był współzałożycielem Contemporary Music School w Nowym Jorku, gdzie uczył od 1948 do 1952. 
Do jego uczniów należeli Elmer Bernstein, Ezra Laderman, Ralph Shapey, David Tudor, Morton Feldman i Charles Wuorinen. 
Dwukrotny laureat stypendium Fundacji Pamięci Johna Simona Guggenheima (1962 i 1970). Od 1966 roku był członkiem National Institute of Arts and Letters. Doktor honoris causa New England Conservatory of Music.
Trzykrotnie żonaty, z malarką Olą Okuniewską (1927), rumuńską pianistką Irmą Schoenberg (1934) i poetką Hildą Morley (1948). W 1981 roku powstało Stefan Wolpe Society, zajmujące się propagowaniem jego twórczości.

## Twórczość
W początkowym okresie swojej twórczości nawiązywał do sztuki nurtu Nowej Rzeczowości, pisząc kompozycje przeznaczone dla szerokiego kręgu odbiorców: muzykę kabaretową, teatralną i filmową, a także utwory odnoszące się do ideologii lewicowej. Przebywając na emigracji w Palestynie, zaczął czerpać z muzyki orientalnej, czego przykładem jest oparta na motywach żydowskich kantata Yigdal. W swojej twórczości posługiwał się swobodnie techniką dodekafoniczną, w późnych utworach zaczął stosować formy otwarte oraz używać serializmu.

## Ważniejsze kompozycje
(na podstawie materiałów źródłowych)

### Utwory orkiestrowe
- 2 Studien (1933)
- Passacaglia (1937)
- suita z baletu The Man from Midian (1942)
- Symfonia (1955–1956, zrewid. 1964)
- Utwór na fortepian i 16 wykonawców (1961)
- Chamber Piece No. 1 na 14 wykonawców (1964)
- Chamber Piece No. 2. na 13 wykonawców (1965–1966)

### Utwory kameralne
- Koncert na 9 instrumentów (1933–1939, zaginiona partia skrzypcowa)
- Duo in Hexachord na obój i klarnet (1936)
- Lied, Anrede, Hymnus na obój i fortepian (1939)
- Sonata na obój (1941)
- Music for Any Instruments: Interval Studies na 2-3 instrumenty (1944–1949)
- Sonata na skrzypce i fortepian (1949)
- Kwartet na saksofon tenorowy, trąbkę, perkusję i fortepian (1950, zrewid. 1954)
- 12 Pieces na kwartet smyczkowy (1950)
- Utwór na obój, wiolonczelę, perkusję i fortepian (1955)
- Kwintet na klarnet, róg, wiolonczelę, harfę i fortepian z udziałem barytonu (1957)
- Piece in 2 Parts na flet i fortepian (1960)
- In 2 Parts na klarnet, trąbkę, skrzypce, wiolonczelę, harfę i fortepian (1962)
- Piece for 2 Instrumental Units na flet, obój, skrzypce, wiolonczelę, kontrabas, perkusję i fortepian (1963)
- Trio in 2 Parts na flet, wiolonczelę i fortepian (1964)
- Piece in 2 Parts for Violin Alone (1966)
- From Here on Farther na klarnet, klarnet basowy, skrzypce i fortepian (1969)
- Kwartet smyczkowy (1969)
- Piece for Trumpet and 7 Instruments na trąbkę, klarnet, fagot, róg, skrzypce, altówkę, wiolonczelę i kontabas (1971)

### Utwory fortepianowe
- Sonata (Stehende Musik) (1925)
- March and Variations na 2 fortepiany (1933)
- 4 Studies on Basic Rows (1935–1936)
- Zemach Suite (1939–1941)
- Pastorale (1941)
- Toccata (1941)
- Battle Piece (1947)
- 2 Studies (1948)
- Music for a Dancer (1950)
- 7 Pieces na 3 fortepiany (1951)
- Waltz for Merle (1952)
- Enactments na 3 fortepiany (1953)
- Form (1959)
- Form IV: Broken Sequences (1969)

### Pieśni na głos i fortepian
- 3 Lieder, słowa Heinrich von Kleist (1925)
- 2 Fabeln, słowa Hans Sachs i Jean de La Fontaine (1926)
- 5 Lieder, słowa Friedrich Hölderlin (1924–1927, zrewid. 1935)
- 3 Songs, słowa Elizabeth Papernow-Shapiro i Walt Whitman (1936)
- 3 Lieder, słowa Bertolt Brecht (1943)
- Apollo and Artemis, słowa Sofokles w opracowaniu Ezry Pounda (1955)

### Utwory wokalno-instrumentalne
- 2 chinesische Grabschriften na chór i perkusję, słowa Elizabeth Papernow-Shapiro (1937)
- kantata Yigdal na baryton, chór i organy, słowa Majmonides (1945)
- kantata Lazy Andy Ant na głos i 2 fortepiany (1947)
- kantata Street Music na baryton, narratora, flet, obój, klarnet, wiolonczelę i fortepian (1962)
- Kantata na mezzosopran, 3 głosy żeńskie i 9 instrumentów, słowa Herodot, Friedrich Hölderlin i Robert Creeley (1963)

### Opery
- Schöne Geschichten, słowa tradycyjne i kompozytora (1927–1929)
- Zeus und Elida, słowa Karl Wickerhauser i Otto Hahn (1928)

### Balety
- The Man from Midian (1942)

### Muzyka do sztuk teatralnych
- Da liegt der Hund begraben (1932)
- The Good Woman of Setzuan według Bertolta Brechta (1953)
- Peer Gynt według Henrika Ibsena (1954)
- The Tempest według Williama Szekspira (1960)
- The Exception and the Rule według Bertolta Brechta (1961)